# Truplaya ferox
Truplaya ferox är en tvåvingeart som beskrevs av Kovac och Loïc Matile 1997. Truplaya ferox ingår i släktet Truplaya och familjen platthornsmyggor. Inga underarter finns listade i Catalogue of Life.